# Condado de Putnam (Illinois)
El condado de Putnam es un condado estadounidense, situado en el estado de Illinois. Según el censo de los Estados Unidos del 2000, la población es de 6086 habitantes. La cabecera del condado es Hennepin.

## Geografía
Según la Oficina del Censo de los Estados Unidos, el condado tiene un área total de 414 km² (160 millas²). De éstas 1,497 km² (578 mi²) son de tierra y 32 km² (12 mi²) son de agua. 

### Colindancias
- Condado de Bureau - norte
- Condado de LaSalle - este
- Condado de Marshall - sur

## Historia
El condado de Putnam se separó del condado de Fulton en 1825, su nombre es en honor de Israel Putman, general estadounidense en la guerra de Independencia de los Estados Unidos.

## Demografía
Según el censo del año 2000, hay 6086 personas, 2415 cabezas de familia, y 1748 familias que residen en el condado. La densidad de población es de 15 hab/km² (38 hab/mi²). La composición racial tiene:
- 97.62% Blancos (No hispanos)
- 2.81% Hispanos (Todos los tipos)
- 0.62% Negros o Negros Americanos (No hispanos)
- 0.62% Otras razas (No hispanos)
- 0.26% Asiáticos (No hispanos)
- 0.53% Mestizos (No hispanos)
- 0.35% Nativos Americanos (No hispanos)
- 0.62% Isleños (No hispanos)

Hay 2415 cabezas de familia, de los cuales el 31 % tienen menores de 18 años viviendo con ellos, el 62.10 % son parejas casadas viviendo juntas, el 7.00 % son mujeres que forman una familia monoparental (sin cónyuge), y 27.60% no son familias. El tamaño promedio de una familia es de 2.52 miembros.
En el condado el 25% de la población tiene menos de 18 años, el 7.00% tiene de 18 a 24 años, el 26.70% tiene de 25 a 44, el 25.30% de 45 a 64, y el 15.90% son mayores de 65 años. La edad media es de 40 años. Por cada 100 mujeres hay 97.7 hombres. Por cada 100 mujeres mayores de 18 años hay 96.2 hombres.
Tabla de la evolución demográfica:
|       | 1900 | 1910 | 1920 | 1930 | 1940 | 1950 | 1960 | 1970 | 1980 | 1990 | 2000 |
| ----- | ---- | ---- | ---- | ---- | ---- | ---- | ---- | ---- | ---- | ---- | ---- |
| TOTAL | 4746 | 7561 | 7579 | 5235 | 5289 | 4746 | 4570 | 5007 | 6085 | 5730 | 6086 |

## Economía
Los ingresos medios de un cabeza de familia el condado es de $45,492, y el ingreso medio familiar es $50,708.00 Los hombres tienen unos ingresos medios de $40,938 frente a $21,706 de las mujeres. El ingreso per cápita del condado es de $19,792.00 El 5.50% de la población y el 4.20% de las familias están debajo de la línea de pobreza. Del total de gente en esta situación, 8.80% tienen menos de 18 y el 3.10% tienen 65 años o más.

## Ciudades y pueblos
| - Granville - Hennepin - Magnolia - Mark - McNabb - Standard |

## Sitios de interés
| - Parque Coleman - Donnelley State Fish and Wildlife Area - Fox Run State Conservation Area - George S Park Memorial Woods Nature Preserve - Lago Senachwine Conservation Area | - Mount Palatine - Cemetery Prairie Nature Preserve - Lago Fish N. Fun - Lago Thunderbird - Capilla Kings House of Retreats | - Iglesia de la Inmaculada Concepción - Valle de los Lobos - Lago Swan - Alcaldía del condado de Putman - Iglesia de Salem | - Lagp Coleman - Lago Lyons - Lago Sawmill - Lago Turner - Isla Clark | - Alcaldía del Condado de Putman |